# Кисдорф
Кисдорф (нем. Kisdorf) — община в Германии, в земле Шлезвиг-Гольштейн. 
Входит в состав района Зегеберг. Подчиняется управлению Кисдорф.  Население составляет 3681 человек (на 31 декабря 2010 года). Занимает площадь 24,52 км².
Коммуна подразделяется на 5 сельских округов.